# Crofton (Maryland)
Crofton je sídlo ve státě Maryland ve Spojených státech amerických. Crofton byl založen jako plánovaná komunita v roce 1964. V roce 2000 měl Crofton 20 091 obyvatel. Crofton se mediálně proslavil na přelomu června a července 2002, kdy byly v rybníku za poštovním úřadem objeveni živí hadohlavci skvrnití, kteří jsou ve Spojených státech pro svou dravost, agresivitu a schopnost přesouvat se po souši považováni za vysoce nebezpečný invazní druh. Všechny ryby v nádrži byly zlikvidovány piscicidem rotenonem. Incident inspiroval několik horrorových i dokumentárních filmů.